# Чанаккале
Чана̀ккалѐ (на турски: Çanakkale) е град и пристанище в Западна Турция, административен център на прострелия се на два континента вилает Чанаккале. Разположен е на азиатския бряг на пролива Дарданели (в миналото Хелеспонт), свързващ Мраморно и Бяло море, в най-тясната му част. Населението на града възлиза на 186 116 души по данни от 2014 г.
Чанаккале е най-близко разположеният по-значим административен център до археологическите останки на древната Троя. Дървеният кон от филма „Троя“ (от 2004 г.) е изложен на брега в града. На 5 км северно от Чанаккале на дн. нос Nagara burnu в най-севеирния край на военната база са останките от древния Абидос.

## История
Следите от първите жители в района на Чанаккале датират от късния халколит, като впоследствие тези земи са владени от Троя, древните гърци, римляните и Византия.

### Дарданелия – византийско управление
По времето, когато тези земи са част от Византия, името на селището е Δαρδανέλλια, Дарданелия, от където произлиза и името на пролива. През периода 1204 – 1235 година областта около днешния Чанаккале е владение на Латинската Империя, създадена в резултат на IV Кръстоносен поход. Около 1235 година районът около Дарданелите, както в Азия, така и в Европа, е завладян отново от византийците, предвождани от никейския император Йоан III Дука Ватаци с активната помощ на българския цар Иван Асен II. С това византийците си създават стратегическо предмостие за новото овладяване на Константинопол през 1261.

### Калие султание – османска власт
По подобен начин ще създадат свое стратегическо предмостие османските турци, когато завладяват областта през 30-те години на XIV век. Те оценяват важното местоположение на града и отново го укрепяват през XV век, като го наричат Калие Султание или Султание калеси (Султанска крепост). През XVIII век селището се развива интензивно и се прочува с високото ниво на грънчарския занаят, откъдето произлиза и по-късното му османско име Чанак калеси 'Грънчарската крепост' или 'Чанаккале.
По време на Първата световна война, през 1915 година по време на операцията срещу отсрещния Гелиболу (Галиполи), градът е бил бомбардиран от британците и е понесъл значителни щети и разрушения.

### Съвремие
Чанаккале днес е важен транспортен и риболовен център в Турция.

## Известни личности
Родени в Чанаккале
- Калиник Георгиадис (около 1865 – 1912), гръцки духовник
- Тефик Рюштю Арас (1883 – 1972), турски политик

## Побратимени градове
- Помеция, Италия
- Оснабрюк, Германия

- Снимки от Чанаккале
- Ферибот през Дарданелите при Чанаккале
- Крепостта на Чанаккале през нощта
- Поглед към крепостта
- Бутафорният Троянски кон от филма „Троя“, подарен от Брад Пит на Чанаккале